# Mount Hanssen
Mount Hanssen är ett berg i Antarktis. Det ligger i Västantarktis. Nya Zeeland gör anspråk på området. Toppen på Mount Hanssen är 3 280 meter över havet, eller 130 meter över den omgivande terrängen. Bredden vid basen är 1,5 km.
Terrängen runt Mount Hanssen är huvudsakligen kuperad, men österut är den bergig. Trakten är obefolkad. Det finns inga samhällen i närheten.